# روی کوماتسو
روی کوماتسو (انگلیسی: Rui Komatsu؛ زادهٔ ۲۹ اوت ۱۹۸۳) بازیکن فوتبال اهل ژاپن است.
از باشگاه‌هایی که در آن بازی کرده‌است می‌توان به باشگاه فوتبال کاوازاکی فرونتال و باشگاه فوتبال سرزو اوساکا اشاره کرد.